# Przełęcz Pańska
Przełęcz Pańska – przełęcz w Beskidzie Małym, w Paśmie Bliźniaków ciągnącym się od doliny Wieprzówki w Andrychowie po dolinę Skawy na wschodzie. Znajduje się na zabudowanym terenie miasta Andrychów, pomiędzy szczytami Pańska Góra (428 m) i Gronie. Przełęcz położona jest na wysokości około 385 m, jej względna wysokość nad doliną Wieprzówki wynosi około 50 m.
Rejon Pańskiej Przełęczy znajduje się w mieście Andrychów, ale stok południowo-wschodni we wsi Zagórnik w woj. małopolskim, w pow. wadowickim.
Szlaki turystyczne
 Andrychów – Pańska Góra – Pańska Przełęcz – Gronie – Kobylica – Czuby – Przełęcz Biadasowska – Wapienica – Przykraźń – Panienka – Susfatowa Góra – Kobyla Głowa – Przełęcz Kaczyńska – Narożnik – Sosina – Czuba – Gancarz – Czoło – Przełęcz pod Gancarzem – Groń Jana Pawła II.